# Malva tournefortiana
Malva tournefortiana är en malvaväxtart som beskrevs av Carl von Linné. Malva tournefortiana ingår i Malvasläktet som ingår i familjen malvaväxter. Inga underarter finns listade i Catalogue of Life.

## Bildgalleri

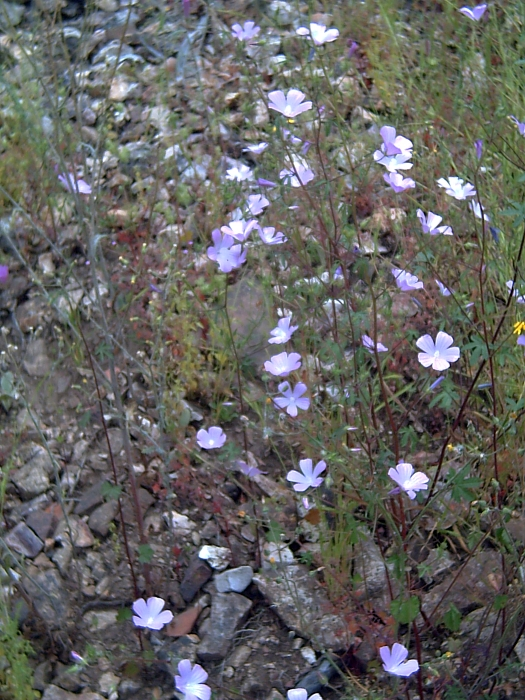
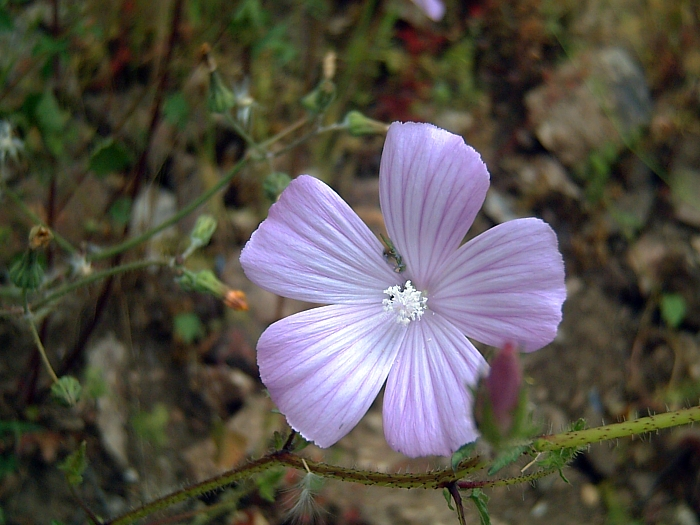
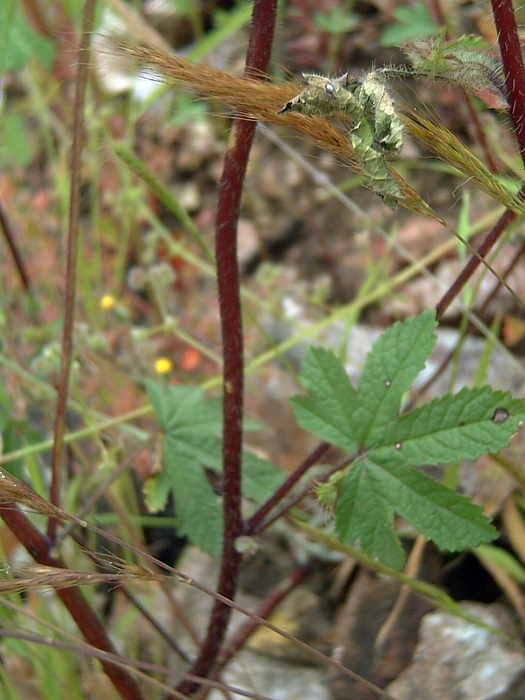
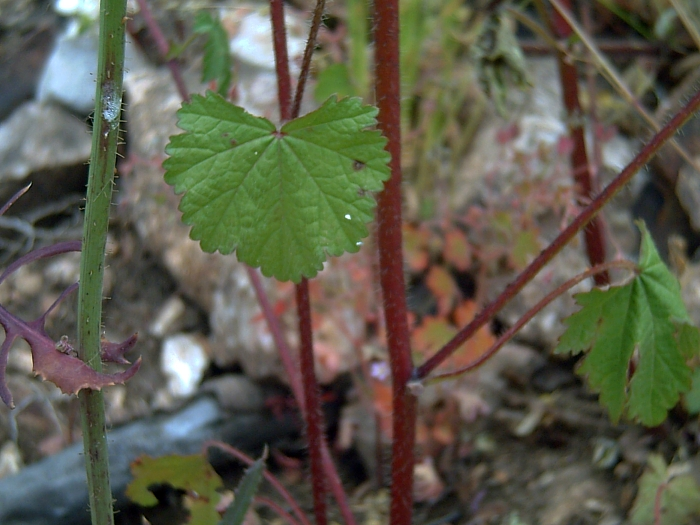
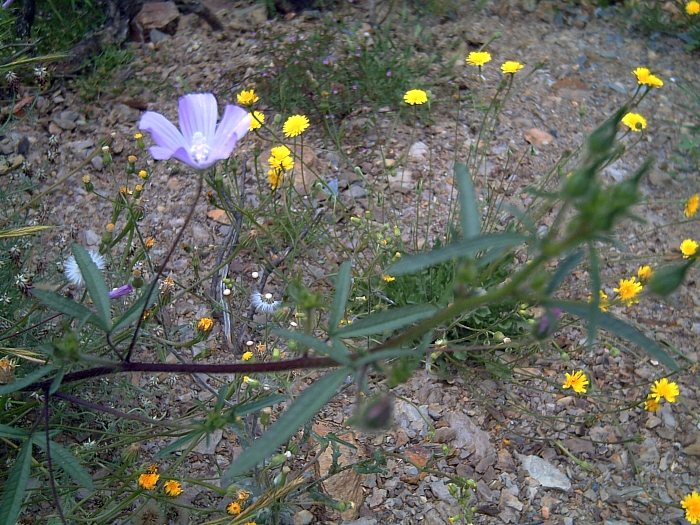
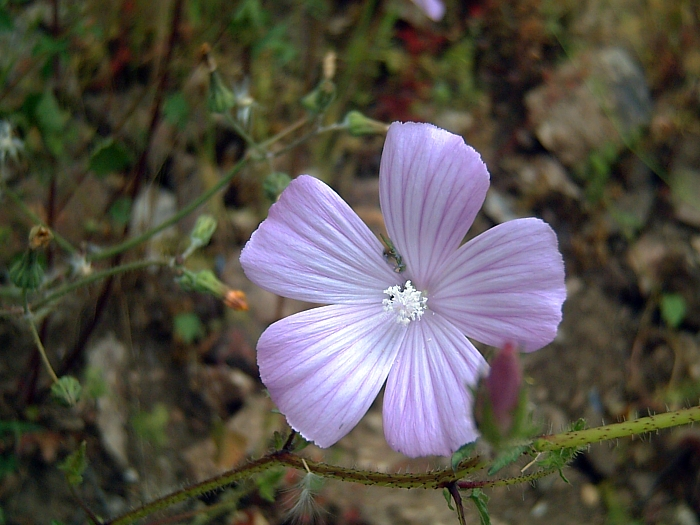